# غوفر جيبي
غوفر جيبي (الاسم العلمي:Thomomys) هو جنس من الحيوانات يتبع فصيلة الغوفرية من رتبة القوارض.

## ضروب و أنواع
- ضرب الغوفر الحفار (الاسم العلمي:Thomomys subg. Megascapheus)
  - غوفر بوطي (الاسم العلمي:Thomomys bottae)
  - غوفر آكل البصل (الاسم العلمي:Thomomys bulbivorus)
  - غوفر تاونسندي (الاسم العلمي:Thomomys townsendii)
  - غوفر جنوبي (الاسم العلمي:Thomomys umbrinus)
- ضرب الغوفر الركامي (الاسم العلمي:Thomomys subg. Thomomys)
  - غوفر وايومنغ (الاسم العلمي:Thomomys clusius)
  - غوفر أيداهو (الاسم العلمي:Thomomys idahoensis)
  - غوفر غربي (الاسم العلمي:Thomomys mazama)
  - غوفر جبلي (الاسم العلمي:Thomomys monticola)
  - غوفر شمالي (الاسم العلمي:Thomomys talpoides)